# Michael Westmore

Stern auf dem Hollywood Walk of Fame für die Mitglieder der Westmore Familie

Michael George Westmore (* 22. März 1938 in Los Angeles, Kalifornien) ist ein US-amerikanischer Maskenbildner.

## Wirken
Westmore gilt als einer der renommiertesten Maskenbildner von Science-Fiction-Spielfilmen und Fernsehserien. Er begann seine Arbeit 1964 bei „The Munsters“ und arbeitete sich über alle Teile der „Rocky“-Serie zu „2010 – Das Jahr, in dem wir Kontakt aufnehmen“ (1984) empor.
Kurz nach dem Ende zur Dreharbeiten an „Masters of the Universe“ (1987) wurde ihm die vakante Stelle als Maskenbildner bei der neuen Fernsehserie „Raumschiff Enterprise: Das nächste Jahrhundert“ angeboten. Seit diesem Zeitpunkt gilt Westmore als „visueller Vater“ zahlreicher Spezies der „Star Trek“-Galaxis, so unter anderem der Borg, der Ferengi und der Cardassianer. Denn sowohl bei „Das nächste Jahrhundert“ als auch den drei Spin-offs „Star Trek: Deep Space Nine“ „Star Trek: Raumschiff Voyager“ und „Star Trek: Enterprise“ leitete er die Make-up-Abteilung.
Auch die vier Kinofilme „Star Trek: Treffen der Generationen“, „Star Trek: Der erste Kontakt“, „Star Trek: Der Aufstand“ und „Star Trek: Nemesis“ betreute Westmore.
Michael Westmore ist der Vater der Schauspielerin McKenzie Westmore.

## Maskenbildnerdynastie Westmore
Michaels Großvater George Westmore (1879–1931) gründete 1917 das erste Maskenbildner-Studio in Hollywood; sein ältester Sohn, Michaels Vater Monte Westmore (1902–1940) arbeitete unter anderem für Vom Winde verweht. Auch Montes fünf Brüder, die Zwillinge Perc (1904–1970) und Ern Westmore (1904–1967), Wally Westmore (1906–1973), Bud Westmore (1918–1973) und Frank Westmore (1923–1985), waren als Maskenbilder tätig. Dasselbe gilt für Michaels ältere Brüder Monty Westmore (1923–2007) und Marvin G. Westmore (1934–2020); letzterer gründete 1981 die Maskenbildnerschule „Westmore Academy of Cosmetic Arts“ und 2007 die „George Westmore Research Library & Museum“ im kalifornischen Burbank.
Im Oktober 2008 wurde der ganze Familienverband gemeinsam mit einem Stern auf dem Hollywood Walk of Fame geehrt.

## Auszeichnungen
- 4 Oscar-Nominierungen, eine führte 1985 zur Auszeichnung für „Die Maske“
- 3 Saturn-Award-Nominierungen
- 1 BAFTA-Nominierung
- 41 Emmy-Nominierungen, davon 9-mal ausgezeichnet